# B’Boom: Live in Argentina
B’Boom: Live in Argentina — концертный двойной альбом группы King Crimson, выпущенный в 1995 году. Все песни были записаны с 6-го по 16 октября 1994 года на Бродвее в Буэнос-Айресе, Аргентина, кроме «Heartbeat», записанной в Кордове.

## Об альбоме
Аргентинские концерты King Crimson конца 1994 года были первыми выступлениями группы за предыдущие 10 лет. B’Boom: Live in Argentina первоначально нелегально продавался итальянской бутлег-компанией по цене 28 фунтов стерлингов.
Двойной CD с записью концерта King Crimson в Аргентине в 1994 году вышел под названием «Би Бум» / «В’Вооm». Название, возможно, является данью ансамблю джазовых барабанщиков М’Вооm, а может быть просто имитирует звук барабана. На альбоме представлена большая часть поп — ориетированных композиций Белью из альбома «THRAK», включая «Люди» / «People» с ее сардоническим текстом и «Когда-нибудь» / «One Time» с навязчивой мелодией, надолго застревающей в памяти. Что по-настоящему украшает этот альбом, так это старые темы, такие как «Кадр за кадром» / «Frame by Frame» и «Бессонный» / «Sleepless» эпохи 80-х годов и «Говорящий барабан» / «Talking Drum» — «Заливное из язычков жаворонка, часть II» эпохи 70-х. Самой же мощной вещью, пожалуй, является « Red » в обработке для удвоенного трио. Что со всей очевидностью выявил «В’Boom», так это поразительное богатство репертуара, ставшего доступным новому составу King Crimson в 90-х годах, с многочисленными темами из прошлых лет, которые получили новую жизнь. Даже «Шизофреник», исполнявшийся на последних концертах, вызывал вполне понятный экстатический отклик присутствующих в зале старых поклонников Crimson.

## Список композиций

### Диск 1
1. «VROOOM» (Эдриан Белью, Билл Бруфорд, Роберт Фрипп, Трей Ганн, Тон Левин, Пэт Мастелотто) — 7:07
2. «Frame by Frame» (Белью, Бруфорд, Фрипп, Левин) — 5:28
3. «Sex Sleep Eat Drink Dream» (Белью, Бруфорд, Фрипп, Ганн, Левин, Мастелотто)
4. «Red» (Фрипп) — 4:58
5. «One Time» (Белью, Бруфорд, Фрипп, Ганн, Левин, Мастелотто) — 5:45
6. «B’Boom» (Белью, Бруфорд, Фрипп, Ганн, Левин, Мастелотто) — 6:54
7. «THRAK» (Белью, Бруфорд, Фрипп, Ганн, Левин, Мастелотто) — 6:29
8. «Improv — Two Sticks» (Ганн, Левин) — 1:26
9. «Elephant Talk» (Белью, Бруфорд, Фрипп, Левин) — 4:25
10. «Indiscipline» (Белью, Бруфорд, Фрипп, Левин) — 7:38

### Диск 2
1. «VROOOM VROOOM» (Белью, Бруфорд, Фрипп, Ганн, Левин, Мастелотто) — 6:18
2. «Matte Kudasai» (Белью, Бруфорд, Фрипп, Левин) — 3:43
3. «The Talking Drum» (Бруфорд, Дэвид Кросс, Фрипп, Джеми Мюир, Джон Уэттон) — 5:52
4. «Larks' Tongues in Aspic (Part II)» (Фрипп) — 7:31
5. «Heartbeat» (Белью, Бруфорд, Фрипп, Левин) — 5:02
6. «Sleepless» (Белью, Бруфорд, Фрипп, Левин) — 6:11
7. «People» (Белью, Бруфорд, Фрипп, Ганн, Левин, Мастелотто) — 5:51
8. «B’Boom» (reprise) (Белью, Бруфорд, Фрипп, Ганн, Левин, Мастелотто) — 4:26
9. «THRAK» (Белью, Бруфорд, Фрипп, Ганн, Левин, Мастелотто) — 5:33

## Участники записи
- Роберт Фрипп — гитара;
- Эдриан Белью — гитара, вокал;
- Тон Левин — бас-гитара, бас Неда Штейнбергера, вокал;
- Трей Ганн — стик Чапмена, вокал;
- Билл Бруфорд — ударные, перкуссия;
- Пэт Мастелотто — ударные, перкуссия.
  - Мастеринг: Роберт Фрипп и Дэвид Синглтон.